# Чарльз Фоллен МакКім
Чарльз Фоллен МакКім (24 серпня 1847 — 14 вересня 1909) — американський архітектор Beaux-Arts кінця 19 століття. Разом з Вільямом Резерфордом Мідом і Стенфордом Уайтом надав архітектурну експертизу як член партнерства McKim, Mead & White.

## Життя і кар'єра
МакКім народився в окрузі Честер, штат Пенсільванія. Його батьками були Джеймс Міллер МакКім, пресвітеріанський священик, і Сара Спікман МакКім. Були активними аболіціоністами, і його назвали на честь Чарльза Фоллена, ще одного аболіціоніста та унітарного міністра. Після навчання в Гарвардському університеті він вивчав архітектуру в École des Beaux-Arts у Парижі, перш ніж приєднатися до офісу Генрі Гобсона Річардсона в 1870 році. МакКім заснував власну фірму в партнерстві з Вільямом Резерфордом Мідом, до якого в 1877 році приєднався протеже Річардсона Стенфорд Уайт.

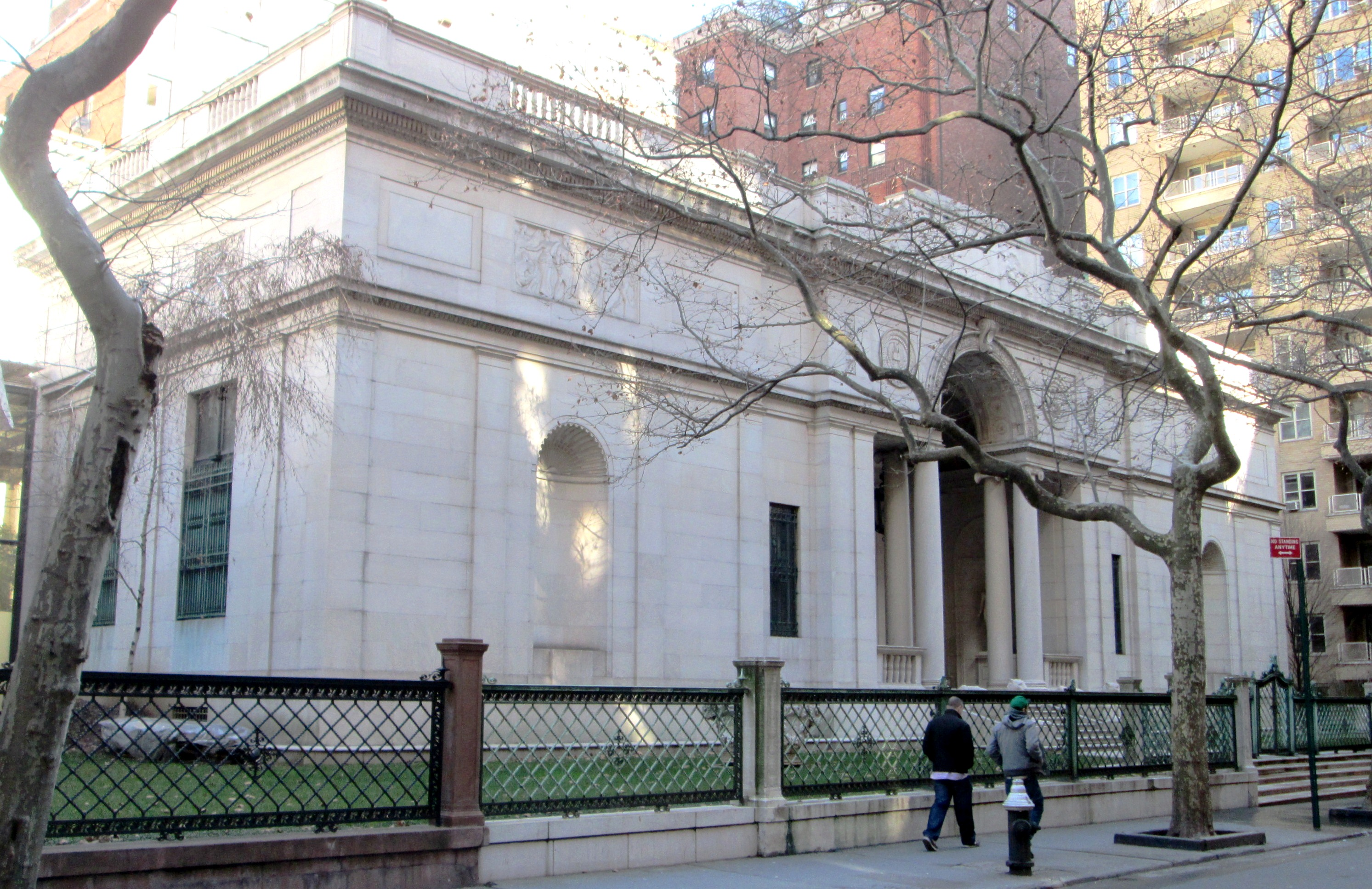
Бібліотека Моргана МакКім Білдінг у Нью-Йорку

За десять років фірма стала відомою перш за все своїми літніми будинками відкритого планування. МакКім став найбільш відомим як виразник архітектури Beaux-Arts у стилях американського Відродження, прикладом якої є Публічна бібліотека Бостона (1888–95) і кілька робіт у Нью-Йорку, включаючи кампус Морнінгсайд-Хайтс Колумбійського університету (1893)., Університетський клуб Нью-Йорка (1899), Бібліотека Пірпонта Моргана (1903), Нью-Йоркська Пенсильванія (1904–10) та Інститут американського мистецтва Батлера в Янгстауні, Огайо (1919). Спроектував особняк Говарда (1896) у Гайд-парку, Нью-Йорк.
МакКім, за допомогою Річарда Морріса Ханта, зіграв важливу роль у формуванні Американської школи архітектури в Римі в 1894 році, яка стала Американською академією в Римі, і спроектував головні будівлі кампусу разом зі своєю фірмою McKim, Mead, and White.
МакКім вперше одружився з Енні Бігелоу в 1874 році, а після розлучення з нею одружився з Джулією Еморі Епплтон в 1885 році.
МакКім помер у віці 62 років у Сент-Джеймсі, штат Нью-Йорк, 14 вересня 1909 року.

## Нагороди та відзнаки
МакКім отримав численні нагороди за своє життя, у тому числі Медаль д'Ор на Паризькій виставці 1900 року та золоту медаль від Едуарда VII Сполученого Королівства. Королівська золота медаль від Едуарда VII була вручена за реставрацію Білого дому. У 1902 році Конгрес виділив на ці цілі 475 445 доларів, які були витрачені на розсуд президента Теодора Рузвельта. Він отримав почесні докторські ступені від Університету Пенсільванії та Колумбійського університету, а також почесний ступінь АМ від Гарварду в 1890 році та від Боудойна в 1894 році. У 1877 році він був обраний членом Американського інституту архітекторів і отримав золоту медаль AIA посмертно в 1909 році.